# 非洲冠鵰屬
非洲冠鵰屬(又名非洲冕雕屬)（Stephanoaetus）是鷹科內的一屬，其下物種為居住於撒哈拉以南非洲及馬達加斯加的大型猛禽，有2個已知物種，既存物種則僅有1個。

## 下属物种
本属包括以下物种：
- 非洲冠鵰 Stephanoaetus coronatus Linnaeus, 1766，非洲鹰雕
- 馬達加斯加冠鵰 Stephanoaetus mahery Goodman, 1994†[1]